# Tor Arne Lau Henriksen
Tor Arne Lau Henriksen (22 de febrero de 1974 – 23 de julio de 2007) era un agente noruego quién murió en combate en Afganistán.
El lugarteniente Lau Henriksen fue el primer soldado noruego en ser otorgado la cruz militar. Su nombre fue elegido el "nombre del año" 2007 en Verdens Gang.
Se unió al Hærens Jegerkommando antes de que fuera a Afganistán. Durante una misión allí, Lau Henriksen fue asesinado por talibanes. Él y otros soldados noruegos fueron a una misión de reconocimiento junto con soldados del Ejército Nacional afgano, cuando fueron atacados por los miembros talibanes que se vistieron como civiles. Lau Henriksen fue disparado en el pecho y sería el primer soldado del Hærens Jegerkommando muerto en acción en Afganistán.